# Căpitanul din Castilia (film)
Căpitanul din Castilia (în engleză Captain from Castile) este un film american istoric de aventuri regizat de Henry King după un scenariu de Lamar Trotti[*] bazat pe un roman omonim din 1945 de Samuel Shellabarger. În rolurile principale au interpretat actorii Tyrone Power, Jean Peters și Cesar Romero.

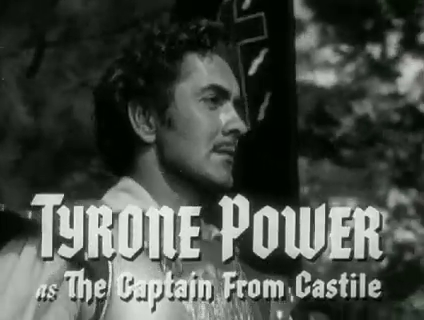

A avut premiera la 25 decembrie 1947, fiind distribuit de 20th Century Fox. Coloana sonoră a fost compusă de Alfred Newman. Cheltuielile de producție s-au ridicat la 4,5 milioane de dolari americani și a avut încasări de 3,65 de milioane de dolari americani (vânzări în SUA).

## Rezumat
La începutul secolului al XVI-lea, nobilul spaniol Pedro de Vargas a fost forțat să fugă din țară pentru a-l evita pe inchizitorul Diego de Silva. El călătorește cu prietenii în America, unde se alătură expediției lui Hernán Cortés în Mexic.

## Distribuție
Au interpretat actorii:
- Tyrone Power - Pedro de Vargas
- Jean Peters - Catana Pérez
- Cesar Romero - Hernán Cortés[5]
- Lee J. Cobb - Juan García
- John Sutton - Diego de Silva
- Antonio Moreno - Don Francisco de Vargas
- Thomas Gomez - Father Bartolomé de Olmedo
- Alan Mowbray - Professor Botello
- Barbara Lawrence - Luisa de Carvajal
- George Zucco - Marquis de Carvajal
- Roy Roberts - Capt. Pedro de Alvarado
- Marc Lawrence - Corio
- Robert Shaw - Spanish army officer (nemenționat)
- Jay Silverheels - Coatl (nemenționat)
- Stella Inda - La Malinche (nemenționat)